# Esqui estilo livre nos Jogos Olímpicos de Inverno de 2014 - Halfpipe feminino
A competição do halfpipe feminino do esqui estilo livre nos Jogos Olímpicos de Inverno de 2014 ocorreu no dia 20 de fevereiro no Parque Extreme Rosa Khutor, na Clareira Vermelha em Sóchi.

## Medalhistas
| Ouro   | USA Maddie Bowman  |
| Prata  | FRA Marie Martinod |
| Bronze | JPN Ayana Onozuka  |

## Programação
Horário local (UTC+4).
| Data            | Horário | Evento       |
| --------------- | ------- | ------------ |
| 18 de fevereiro | 18:30   | Qualificação |
| 18 de fevereiro | 21:30   | Final        |

## Resultados

### Qualificação
| Pos. | Bib | Atleta                   | 1ª descida | 2ª descida | Melhor | Notas |
| ---- | --- | ------------------------ | ---------- | ---------- | ------ | ----- |
| 1    | 12  | FRA Marie Martinod       | 84.80      | 88.40      | 88.40  | Q     |
| 2    | 6   | USA Brita Sigourney      | 87.00      | 80.40      | 87.00  | Q     |
| 3    | 2   | USA Maddie Bowman        | 85.60      | 85.20      | 85.60  | Q     |
| 4    | 8   | JPN Ayana Onozuka        | 83.80      | 59.80      | 83.80  | Q     |
| 5    | 5   | USA Angeli Vanlaanen     | 68.20      | 83.00      | 83.00  | Q     |
| 6    | 29  | CAN Rosalind Groenewoud  | 82.00      | 78.40      | 82.00  | Q     |
| 7    | 13  | SUI Virginie Faivre      | 79.40      | 80.00      | 80.00  | Q     |
| 8    | 14  | NZL Janina Kuzma         | 73.80      | 75.20      | 75.20  | Q     |
| 9    | 17  | FRA Anaïs Caradeux       | 74.40      | 6.40       | 74.40  | Q     |
| 10   | 4   | SUI Mirjam Jäger         | 73.20      | 27.20      | 73.20  | Q     |
| 11   | 9   | USA Annalisa Drew        | 61.20      | 72.40      | 72.40  | Q     |
| 12   | 3   | AUS Amy Sheehan          | 19.60      | 70.60      | 70.60  | Q     |
| 13   | 22  | CAN Keltie Hansen        | 8.60       | 66.20      | 66.20  |       |
| 14   | 20  | GER Sabrina Cakmakli     | 64.80      | 16.60      | 64.80  |       |
| 15   | 15  | AUS Davina Williams      | 5.40       | 63.00      | 63.00  |       |
| 16   | 26  | ESP Katia Griffiths      | 54.40      | 56.60      | 56.60  |       |
| 17   | 10  | BEL Katrien Aerts        | 51.40      | 54.40      | 54.40  |       |
| 18   | 21  | GBR Emma Lonsdale        | 53.80      | 53.20      | 53.80  |       |
| 19   | 19  | RUS Elizaveta Chesnokova | 43.80      | 50.00      | 50.00  |       |
| 20   | 27  | RUS Natalya Makagonova   | 42.60      | 43.80      | 43.80  |       |
| 21   | 28  | KOR Park Hee-Jin         | 42.40      | 20.40      | 42.40  |       |
| 22   | 23  | SUI Nina Ragettli        | 18.00      | DNS        | 18.00  |       |
| 23   | 16  | JPN Manami Mitsuboshi    | 15.60      | 9.20       | 15.60  |       |

### Final
| Pos.              | Bib | Atleta                  | 1ª descida | 2ª descida | Melhor |  |
| ----------------- | --- | ----------------------- | ---------- | ---------- | ------ |  |
| Medalha de ouro   | 2   | USA Maddie Bowman       | 85.80      | 89.00      | 89.00  |  |
| Medalha de prata  | 12  | FRA Marie Martinod      | 84.80      | 85.40      | 85.40  |  |
| Medalha de bronze | 8   | JPN Ayana Onozuka       | 79.00      | 83.20      | 83.20  |  |
| 4                 | 13  | SUI Virginie Faivre     | 74.40      | 78.00      | 78.00  |  |
| 5                 | 14  | NZL Janina Kuzma        | 77.00      | 74.80      | 77.00  |  |
| 6                 | 6   | USA Brita Sigourney     | 27.80      | 76.00      | 76.00  |  |
| 7                 | 29  | CAN Rosalind Groenewoud | 5.40       | 74.20      | 74.20  |  |
| 8                 | 4   | SUI Mirjam Jäger        | 71.20      | 16.00      | 71.20  |  |
| 9                 | 9   | USA Annalisa Drew       | 66.40      | 9.60       | 66.40  |  |
| 10                | 3   | AUS Amy Sheehan         | 15.00      | 40.60      | 40.60  |  |
| 11                | 5   | USA Angeli Vanlaanen    | 13.80      | 29.60      | 29.60  |  |
| 12                | 17  | FRA Anaïs Caradeux      | DNS        | DNS        |        |  |

Legenda
| Recorde mundial      | Recorde mundial (World record)               |                       | Recorde africano                      | Recorde africano (African) |                                           | Q | Classificado por posição (Qualified) |
| Recorde olímpico     | Recorde olímpico (Olympic record)            | Recorde da América    | Recorde da América (Americas)         | q                          | Classificado por melhor tempo (Qualified) |   |                                      |
| Melhor marca do ano  | Melhor marca do ano (World leading)          | Recorde asiático      | Recorde asiático (Asian)              | DNS                        | Não largou (Did not start)                |   |                                      |
| Recorde nacional     | Recorde nacional (National record)           | Recorde europeu       | Recorde europeu (European)            | DNF                        | Não terminou (Did not finish)             |   |                                      |
| Recorde pessoal      | Recorde pessoal do atleta (Personal best)    | Recorde da Oceania    | Recorde da Oceania (Oceania)          | DSQ / DQ                   | Desclassificado (Disqualified)            |   |                                      |
| Recorde da temporada | Recorde da temporada do atleta (Season best) | Recorde sul-americano | Recorde sul-americano (South America) | NM                         | Sem marca (No mark)                       |   |                                      |